# Monasterio de Mor Gabriel

Mapa de la región de Tur Abdin donde se muestra el monasterio de Mor Gabriel al sudeste de la localidad de Midyat, Turquía.

El monasterio de Mor Gabriel, Dayro d-Mor Gabriel (o conocido también como Deyrulumur) (siríaco: ܕܝܪܐ ܕܡܪܝ ܓܒܪܐܝܠ; Monasterio de San Gabriel, pues Mor se utiliza para Señor, Santo o San) es el más antiguo monasterio ortodoxo siríaco que ha sobrevivido en el mundo. Se encuentra en la meseta de Tur Abdin, cerca de la localidad de Midyat en la provincia de Mardin, al sudeste de Turquía.

## Historia
Fue fundado en el 397 por Mor Samuel (fallecido en 409) y Mor Simon (fallecido en 433), alcanzando tal renombre como "Monasterio de Mor Samuel y Mor Simon", en las cortes imperiales, que los emperadores romanos, tanto de Occidente como de Oriente contribuyeron a la construcción de algunos edificios del complejo monasterial. Entre ellos, Arcadio, Honorio, Teodosio II o Anastasio I. 
Durante el siglo VI, en la edad de oro del movimiento monástico, más de 1.000 monjes llegaron a vivir en el monasterio. En su cénit, fue un importante centro de la Iglesia siríaca de estudios litúrgicos, filosóficos y científicos, pasando por allí destacados intelectuales como Filoxeno de Mabbug (fallecido en 523), escritor en siríaco y proponente del Miafisismo.
A finales del siglo VII fue cambiado su nombre por el de Monasterio de Mor Gabriel, como homenaje al obispo monofisita, consagrado por el patriarca Atanasio, Mor Gabriel (634-668), célebre por su vida ascética y enterrado entre sus paredes.
En el siglo XIV, los mongoles de la Horda de Oro llegaron a matar cuarenta monjes y otros cuatrocientos cristianos que estaban escondidos en una cueva. Durante el genocidio armenio, los monjes fueron masacrados por los kurdos, y el monasterio ocupado por cuatro años.
El monasterio ha conocido un cierto renacimiento desde 1970. Actualmente sigue siendo uno de los más importantes centros religiosos de la Iglesia siríaca y el más activo de Turquía, contando con monjes y monjas viviendo en alas separadas y siendo la sede y residencia del obispo metropolitano de Tur Abdin, Mor Efrén Bilgic Iwannis.
Como comunidad, tiene por objetivo perpetuar la tradición cristiana ortodoxa siríaca, proporcionando formación y ordenación de otros monjes venidos desde cualquier lugar, de ahí que haya estudiantes entre sus muros. En ocasiones, ha llegado a proporcionar protección física a la población cristiana. También está abierto a los visitantes y es posible quedarse, con permiso, pero se cierra al anochecer.

## Edificios
En el recinto, junto a jardines y huertos frutales, se conservan importantes edificaciones como:
- La inmensa cúpula de Teodora (17 m de alto), en honor de la esposa de Justiniano I, por haber contribuido a su construcción.
- La Iglesia Mayor, que sería levantada por los fundadores como Casa de oración, y más tarde completada en el 512 con la ayuda del emperador bizantino Anastasio I y donde se conservan mosaicos bizantinos.
- La Iglesia de la Virgen María, apoyada financieramente por el emperador Teodosio II.
- La cripta, donde se conservan reliquias de santos y mártires.

## Galería

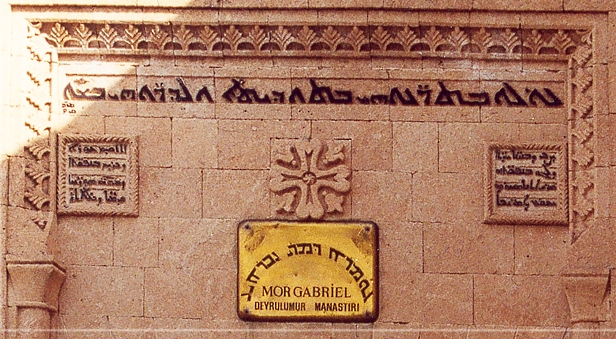
Entrada al Monasterio.
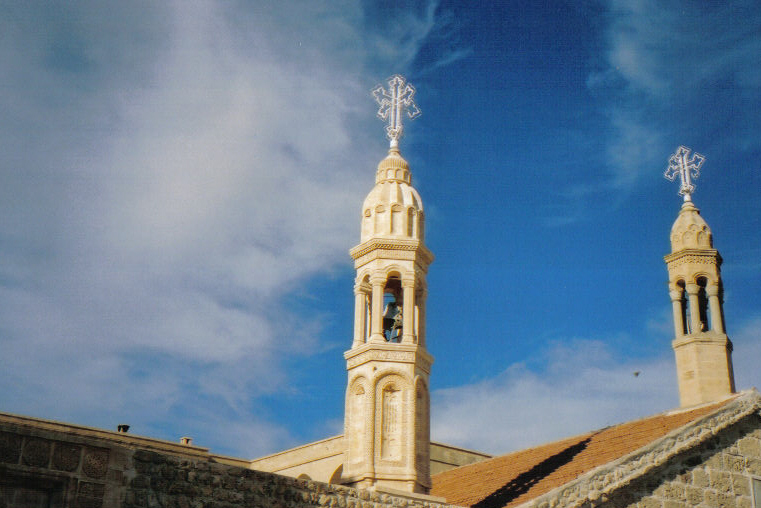
Torres del Monasterio de Mor Gabriel.
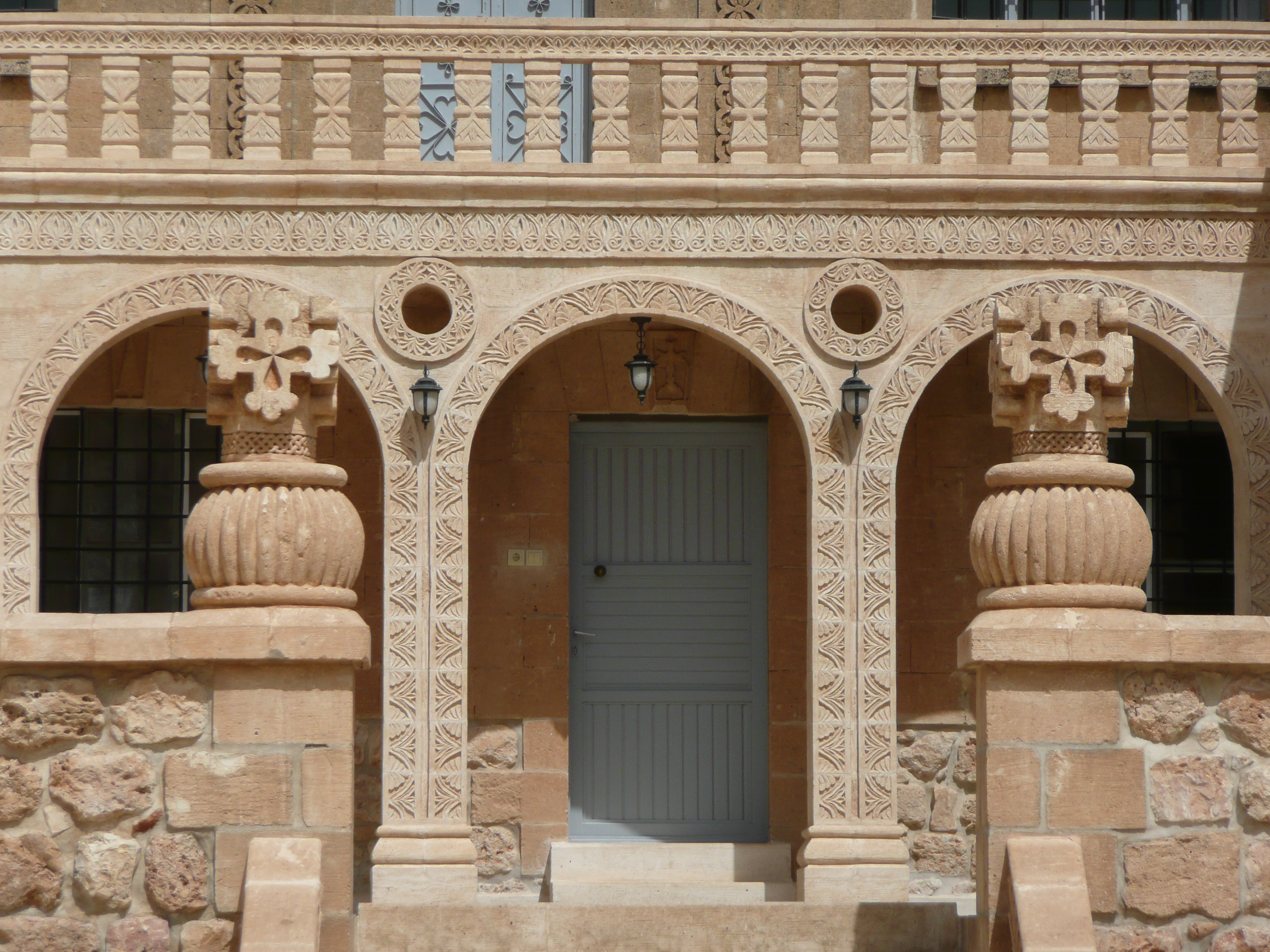
Arcada y cruces.
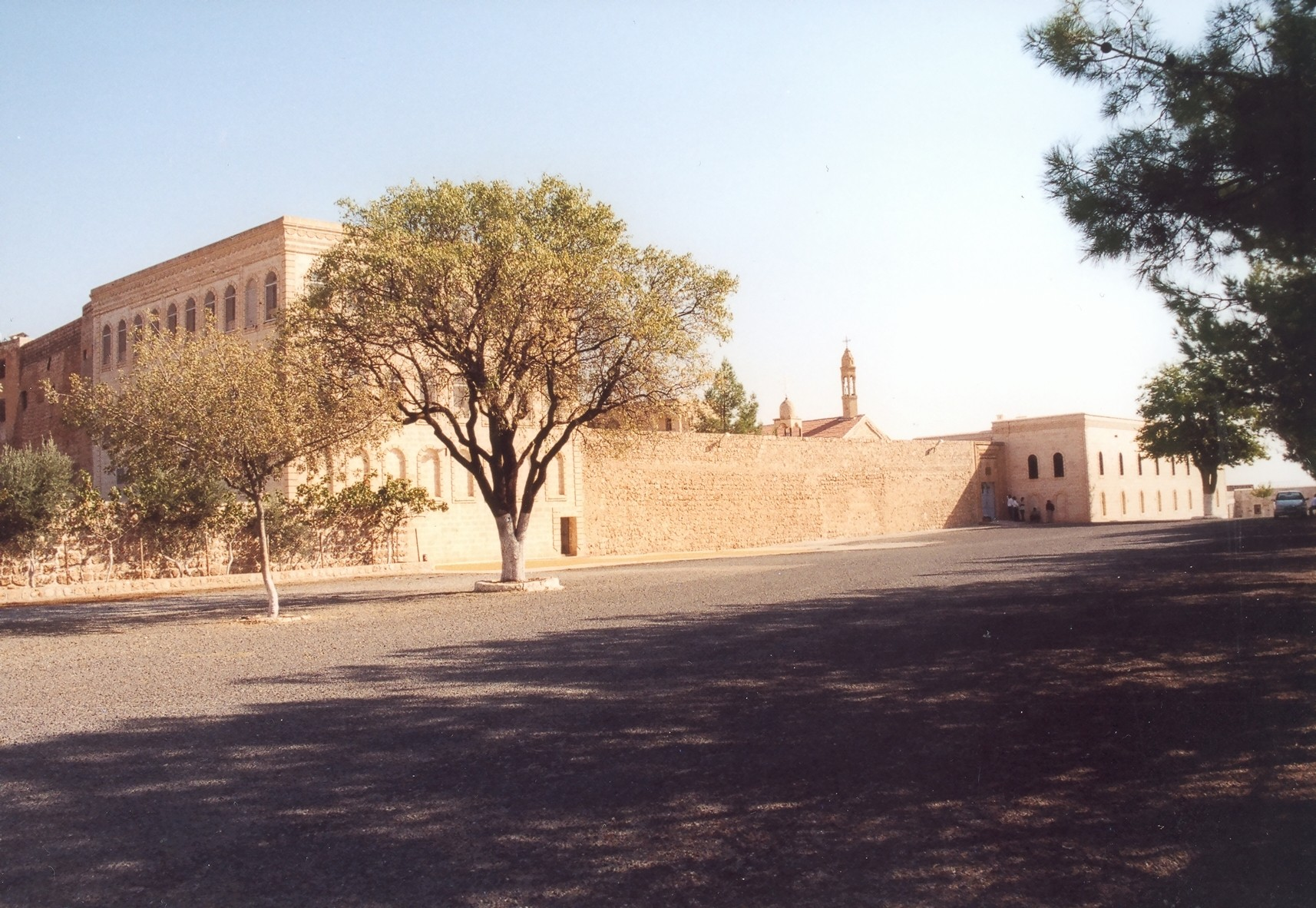
Desde el exterior.
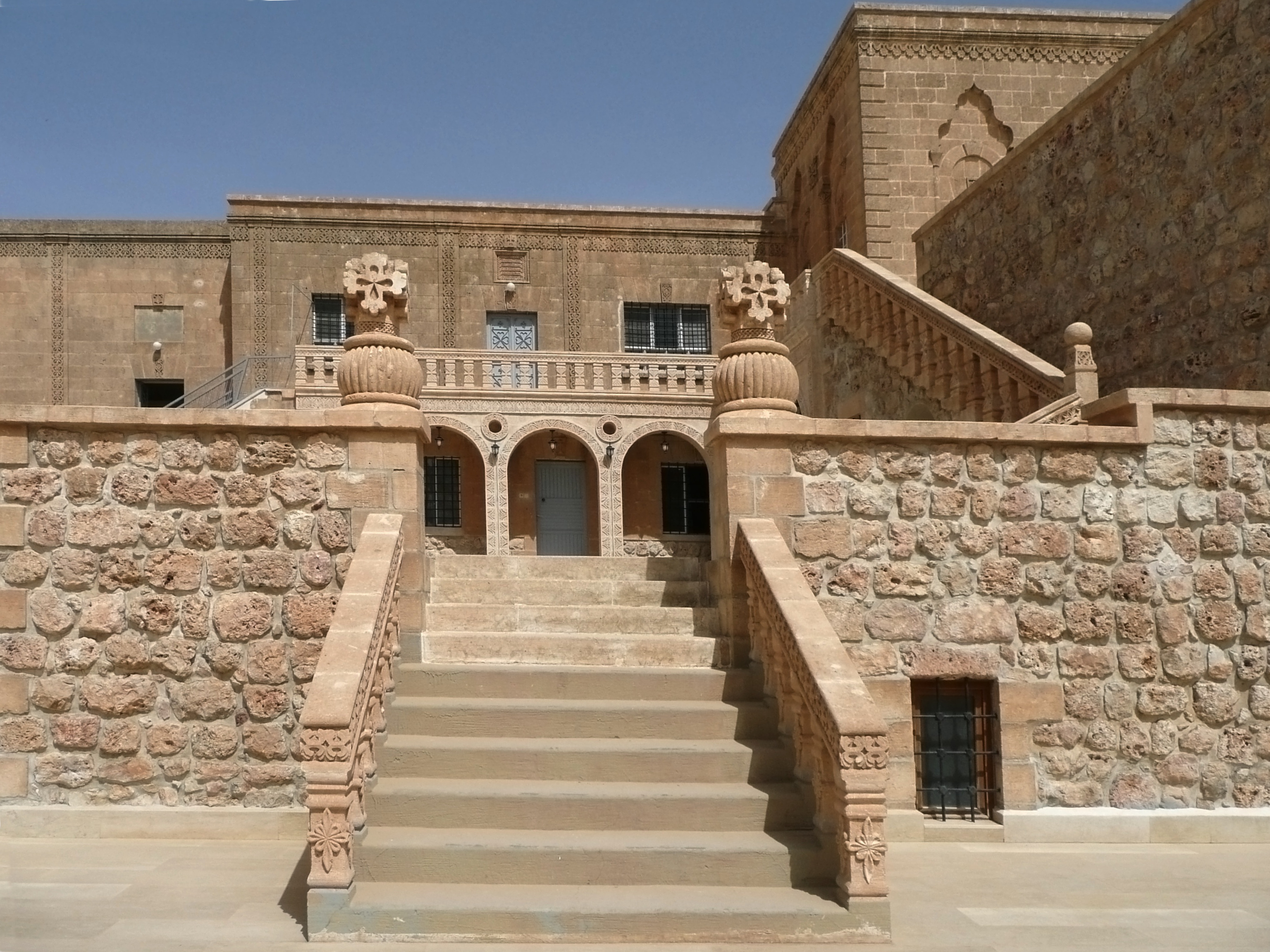
Escalinatas.